# Distretto di Ri Bhoi
Il distretto di Ri Bhoi è un distretto del Meghalaya, in India, di 192 795 abitanti. Il suo capoluogo è Nongpoh.